# 信濃銀行
信濃銀行（しなのぎんこう）は、昭和時代初期に長野県上田市に本店を置いていた銀行。一時は長野県最大の金融機関であったが、世界恐慌の煽りを受けて経営が行き詰まり、1931年に整理が始まった。

## 概要
信濃銀行は、1927年に起きた昭和金融恐慌に対処するため、1928年5月、永続銀行（小県郡神川村）、小諸銀行・中信銀行（ともに上田市）などの東北信地方の9つの銀行が合併して発足した銀行であった。小林久七が初代頭取に就いたが、ほどなくして1929年の世界恐慌に影響されて発生した昭和農業恐慌のために経済的打撃をこうむり、1931年には経営の続行が不可能となる。銀行の経営首脳陣は整理を債権委員会に任せて総退陣し、長野県最大の金融機関として誕生した信濃銀行は誕生から3年ほどで消滅した。

## 支払い猶予とその影響
1930年11月6日、銀行は突如支払い猶予（モラトリアム）を発表した。背景には、アメリカ発の大恐慌により深化する不景気で、長野県下でも蚕糸業が不振となり、農村恐慌にまで発展していた事情があった。信濃銀行には、6万人の預金者と3000万円以上の預金高があったので、県民の暮らしや経済に与えた影響は大きく深刻だった。信濃銀行に預金のあった産業組合も大打撃を受け、長野県会は1931年3月に臨時会を開き、特別融資に対して県が利子補給をしたり、低利資金の借入れに保証をつけるなどの対策を講じた。信濃銀行の支払い猶予が長期化すると、県内の他の金融機関までもが不信の対象となって取り付け騒ぎが起こり、1931年末までには県内の14の銀行が休業状態に陥ってしまった。信濃銀行は、預金者に元金を分割償還することを決めたが、経営を続けることはできずに没落した。
六十三銀行と第十九銀行も、恐慌と不景気の中で信濃銀行破綻の影響を受けたが、1931年6月10日に合併して八十二銀行を発足させると、その後は同行が長野県最大の銀行として比重を増していくようになった。
破綻後10年以上経過した1941年（昭和16年）4月18日、長野市において更生懇談会が開かれ整理再起案が決定された。
1. 未払い込み株金は現金で徴収する。
2. 預金者に対しては二割五分に減免を願い、来年2月1日までに分割で支払うこと。
3. 特融の解決については、大蔵省及び日銀の配慮を願うこと。

同時に信濃銀行更生協力会議が発足し、長野県経済部長が会長に就任した。